# Wbg-Buchpreis für Geisteswissenschaften
Der wbg-Buchpreis für Geisteswissenschaften (offiziell: WISSEN!-Sachbuchpreis der wbg für Geisteswissenschaften) ist ein deutscher Literaturpreis für geisteswissenschaftliche Sachliteratur, der 2019 erstmals verliehen wurde. Mit 40.000 Euro ist er der höchstdotierte Sachbuchpreis im deutschsprachigen Raum. Gestiftet wurde er von der Wissenschaftlichen Buchgesellschaft (wbg) in Darmstadt. Er ist aus den Mitteln des wbg-Fördervereins Wissen verbindet e. V. dotiert und sollte alle zwei Jahre mit dem Ziel vergeben werden, die Wahrnehmung der Geisteswissenschaften in der Gesellschaft zu verbessern.
Der Preis wird durch eine fünfköpfige Jury vergeben. Mitglieder waren 2019:
- Hubert Wolf (Vorsitzender)
- Sandra Richter (Literaturarchiv Marbach)
- Hermann Parzinger (Stiftung Preußischer Kulturbesitz, Berlin)
- Jürgen Kaube (Frankfurter Allgemeine Zeitung)
- Peter Frey (ZDF)

Eine weitere Jurystimme ergab sich aufgrund einer Abstimmung unter den 85.000 Mitgliedern der wbg.
Erster Preisträger war Thomas Bauer für sein Buch Warum es kein islamisches Mittelalter gab (C.H. Beck). Auf der Shortlist standen:
- Wolfram Eilenberger: Zeit der Zauberer (Klett-Cotta)
- Harald Meller und Kai Michel: Die Himmelsscheibe von Nebra (Propyläen Verlag)
- Magali Nieradka-Steiner: Exil unter Palmen (wbg Theiss)
- Hans-Ulrich Wiemer: Theoderich der Große (C. H. Beck)

Im Jahr 2021 wurde der Preis dem Werk Geschichte der Völkerwanderung. Europa, Asien und Afrika vom 3. bis zum 8. Jahrhundert n. Chr. (C.H. Beck) von Mischa Meier zuerkannt. Auf der Shortlist standen:
- Ulrike Ackermann: Das Schweigen der Mitte (wbg Theiss)
- Kübra Gümüşay: Sprache und Sein (Hanser)
- Jürgen Habermas: Auch eine Geschichte der Philosophie (Suhrkamp)
- Ilko-Sascha Kowalczuk: Die Übernahme. Wie Ostdeutschland Teil der Bundesrepublik wurde (C.H. Beck)